# Mughiphantes falxus
Mughiphantes falxus is een spinnensoort in de taxonomische indeling van de hangmatspinnen (Linyphiidae).
Het dier behoort tot het geslacht Mughiphantes. De wetenschappelijke naam van de soort werd voor het eerst geldig gepubliceerd in 2006 door Andrei V. Tanasevitch & Michael Ilmari Saaristo.